# Patryk Dobek
Patryk Dobek (* 13. Februar 1994 in Kościerzyna) ist ein polnischer Hürdenläufer, der sich auf die 400-Meter-Distanz spezialisiert hat, aber auch im Sprint und Mittelstreckenlauf an den Start geht. Seinen größten Erfolg feierte er mit dem Gewinn der Bronzemedaille über 800 Meter bei den Olympischen Spielen 2021 in Tokio.

## Sportliche Laufbahn
Erste internationale Erfahrungen sammelte Patryk Dobek im Jahr 2011, als er bei den Jugendweltmeisterschaften nahe Lille im 400-Meter-Lauf in 46,67 s die Bronzemedaille gewann und mit der polnischen Sprintstaffel (1000 Meter) in 1:52,42 min den vierten Platz belegte. Im Jahr darauf erreichte er bei den Juniorenweltmeisterschaften in Barcelona das Halbfinale über 400 Meter, in dem er mit 46,56 s ausschied. Zudem gewann er mit der polnischen 4-mal-400-Meter-Staffel mit neuem U20-Landesrekord von 3:05,05 min die Silbermedaille. Auch bei den Junioreneuropameisterschaften 2013 in Rieti war er erfolgreich und gewann dort in 46,15 s die Silbermedaille im Einzelbewerb, wie auch mit der Staffel in 3:05,07 min. 2014 nahm er mit der Staffel an den Hallenweltmeisterschaften im heimischen Sopot teil, schied dort aber mit 3:06,50 min im Vorlauf. Zunehmend fokussierte sich Dobek auf den Hürdenlauf und qualifizierte sich im gleichen Jahr für die Europameisterschaften in Zürich, bei denen er mit 49,13 s im Halbfinale ausschied.
2015 siegte er bei den U23-Europameisterschaften in Tallinn in 48,84 s im Hürdenlauf und gewann mit der Staffel in 3:05,35 min die Silbermedaille. Zudem nahm er erstmals an den Weltmeisterschaften in Peking teil, bei denen er auf Anhieb das Finale erreichte und dort in 49,14 s auf Rang sieben gelangte. Im Jahr darauf qualifizierte er sich für die Teilnahme an den Olympischen Spielen in Rio de Janeiro, bei denen er jedoch mit 50,66 s im Vorlauf ausschied. 2017 gelangte er bei den Weltmeisterschaften in London das Halbfinale und schied dort mit 49,40 s aus, ehe er bei der Sommer-Universiade in Taipeh in 49,51 s auf Rang fünf gelangte. 2018 erreichte er bei den Europameisterschaften in Berlin das Finale, in dem er in 48,59 s Fünfter wurde. Bei den IAAF World Relays 2019 in Yokohama belegte er in der 2-mal-2-mal-400-Meter-Staffel in 3:42,14 min den vierten Platz und mit der gemischten Staffel in 3:20,65 min Rang fünf. Anschließend gewann er bei den Studentenweltspielen in Neapel in 48,99 s die Bronzemedaille hinter dem Brasilianer Alison dos Santos und Sokwakhana Zazini aus Südafrika und gewann auch in der 4-mal-400-Meter-Staffel in 3:03,35 min die Bronzemedaille hinter den Teams aus Mexiko und Südafrika. Daraufhin erreichte er bei den Weltmeisterschaften in Doha das Halbfinale, in dem er mit 50,18 s ausschied. Ende Oktober gewann er bei den Militärweltspielen in 49,69 s die Bronzemedaille hinter dem Iraner Mahdi Pirjahan und Abdelmalik Lahoulou aus Algerien. Zudem gewann er mit der Staffel in 3:06,36 min hinter Bahrain die Silbermedaille. 2021 fokussierte er sich während der Hallensaison auf den 800-Meter-Lauf und qualifizierte sich durch den Gewinn des Hallenmeistertitels über diese Distanz für die Halleneuropameisterschaften im heimischen Toruń und siegte dort völlig überraschend mit neuer persönlicher Bestleistung von 1:46,81 min. Anfang Mai siegte er dann bei den World Athletics Relays im heimischen Chorzów in 3:40,92 min gemeinsam mit Joanna Jóźwik in der 2-mal-2-mal-400-Meter-Staffel. Im Juni siegte er in 1:44,76 min beim Meeting International de Montreuil sowie anschließend in 1:43,73 min beim Janusz Kusociński Memorial. Durch seinen Sieg bei den polnischen Meisterschaften qualifizierte er sich für die Olympischen Spiele in Tokio und erreichte dort das Finale, in dem er in 1:45,39 min in einem taktischen Rennen die Bronzemedaille hinter den Kenianern Emmanuel Korir und Ferguson Cheruiyot Rotich gewann.
2022 siegte er in 1:44,49 min beim Memoriał Janusza Kusocińskiego und im Juli schied er bei den Weltmeisterschaften in Eugene mit 1:46,80 min in der ersten Runde über 800 Meter aus. Anschließend erreichte er bei den Europameisterschaften in München das Halbfinale und schied dort mit 1:48,63 min aus.
Auch auf nationaler Ebene ist Dobek ebenfalls sehr erfolgreich und siegte zwischen 2014 und 2020 jedes Jahr bei den polnischen Meisterschaften im 400-Meter-Hürdenlauf. 2021 und 2022 wurde er zudem Landesmeister über 800 Meter im Freien und 2021 auch in der Halle.

## Persönliche Bestzeiten
- 400 Meter: 46,12 s, 22. Juni 2019 in Białogard
  - 400 Meter (Halle): 46,77 s, 22. Februar 2014 in Sopot
- 800 Meter: 1:43,73 min, 20. Juni 2021 in Chorzów
  - 800 Meter (Halle): 1:46,81 min, 7. März 2021 in Toruń
- 400 m Hürden: 48,40 s, 23. August 2015 in Peking